# Bernard Deflandre
Bernard Deflandre, né le 5 mars 1930 à Rouen et mort le 30 septembre 2000 à Garches, est un réalisateur français.

## Biographie
Bernard Deflandre a commencé sa carrière comme assistant réalisateur à la fin des années 1950.
Il a réalisé un unique long métrage, Les Filles de La Rochelle, sorti en 1962, avant de travailler pour la télévision.
Il est l'auteur d'un roman en grande partie autobiographique, La Soupe aux doryphores ou 10 ans en quarante, paru en 1985.

## Filmographie
- 1962 : Les Filles de La Rochelle
- 1963 : Chroniques anachroniques (court métrage)

## Publication
- La Soupe aux doryphores ou 10 ans en quarante, Flammarion, 1985